# نیروی زمینی ملی کلمبیا
نیروی زمینی ملی کلمبیا (به اسپانیایی: Ejército Nacional de Colombia‎) شاخه زمینی ارتش کلمبیا و بزرگ‌ترین شاخه نیروهای مسلح کلمبیا است. این شاخه مسئولیت اجرای عملیات نظامی زمینی همراه با نیروی دریایی کلمبیا (Infanteria de Marina) و حفاظت از کلمبیا در برابر تهدیدات داخلی و خارجی را به‌عهده دارد. نیروی زمینی جدید کلمبیا ریشه‌هایش در ارتش مشترک است که در ۷ اوت سال ۱۸۱۹ پیش از تأسیس کلمبیای کنونی تشکیل شد. تشکیل چنین ارتشی در پاسخ به نیازهای جنگ انقلابی علیه امپراتوری اسپانیا صورت گرفت. این ارتش پس از پیروزی بر نیروهای اسپانیایی و تصویب کنگره این کشور اقدام به تشکیل ارتش کلمبیای بزرگ کرد تا جایگزین ارتش مشترک شود که از هم گسیخته شده بود.

## پیشینه

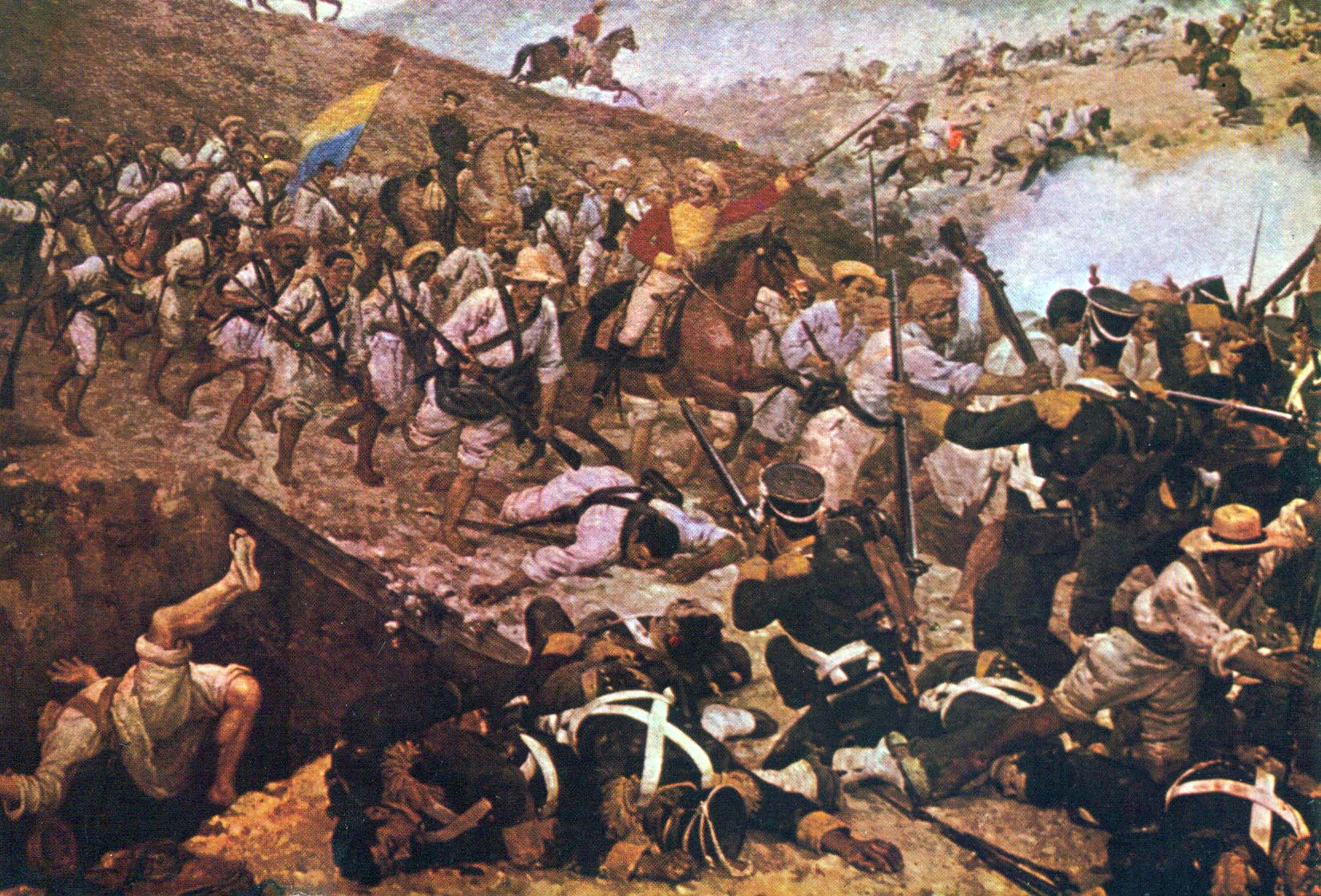
نبرد بویاکا در سال ۱۸۱۹ نبرد قاطع بود که استقلال کلمبیا را از اسپانیا و ایجاد گران کلمبیا

پیشینه ارتش کلمبیا به دهه ۱۷۷۰ و ۱۷۸۰ می‌رسد، زمانی که ارتش مشترک که سربازانش اسپانیولی و بومی‌های آمریکای لاتین بودند تصمیم گرفتند از طریق جنگی انقلابی از امپراتوری اسپانیا جدا شوند و کشور مستقل خود را بسازند.

## استقلال
در ۲۰ ژوئیه سال ۱۸۱۰ کلمبیا استقلال خود از اسپانیا را اعلام کرد. پس از استقلال، یک نیروی ملی داوطلب نیروی پیاده ارتش کلمبیا را تشکیل داد. با اعلام استقلال و خروج اسپانیا از منطقه جنگی داخلی در سراسر این کشور به راه افتاد. نام این جنگ لا پاتریا بوبا (la Patria Boba) گذاشته شد و از سال ۱۸۱۰ تا سال ۱۸۱۶ ادامه داشت. از آنجا که هر منطقه ای از کلمبیا برای خود نیروی رزمی ایجاد کرده بود و خود را منطقه خودمختار می‌دانست و هیچ ارتباطی نیز میان این مناطق خود مختار وجود نداشت، یک ارتش معمولی نتوانست در کلمبیا شکل بگیرد به این دلیل ۹ سال طول کشید که چنین ارتشی تشکیل شود.
ارتش کلمبیای بزرگ در ۷ اوت ۱۸۱۹ پس از شکست اسپانیایی‌ها در نبرد بویاکا تحت فرمان سیمون بولیوار تثبیت شد. از آن زمان ارتش کلمبیا بزرگ‌ترین سازمان رزم در این کشور بوده است.

## قرن نوزدهم و جنگ‌های داخلی (۱۸۱۹–۱۹۰۳)
با استقلال به دست آمده پس از شکست نیروهای سلطنتی اسپانیا در نبرد بویاکا در سال ۱۸۱۹، جمهوری کلمبیای بزرگ در سال ۱۸۲۱توسط پارلمان کوکوتا، در بوگوتا تأسیس شد. بدنبال برپایی جمهوری کلمبیای بزرگ ارتش کلمبیای بزرگ نیز شکل گرفت.

## جنگ با پرو
در سال ۱۸۲۸ میان پرو و کلمبیای بزرگ جنگی درگرفت. این جنگ تا سال ۱۸۲۹ طول کشید و نهایتاً نیروی دریایی پرو جنگ را به نفع خود به پایان رساند ولی کلمبیا در نبرد تارکوی (Battle of Tarqui) روی زمین سربازان پرو را شکست داد.

## دهه ۴۰ و ۵۰ میلادی

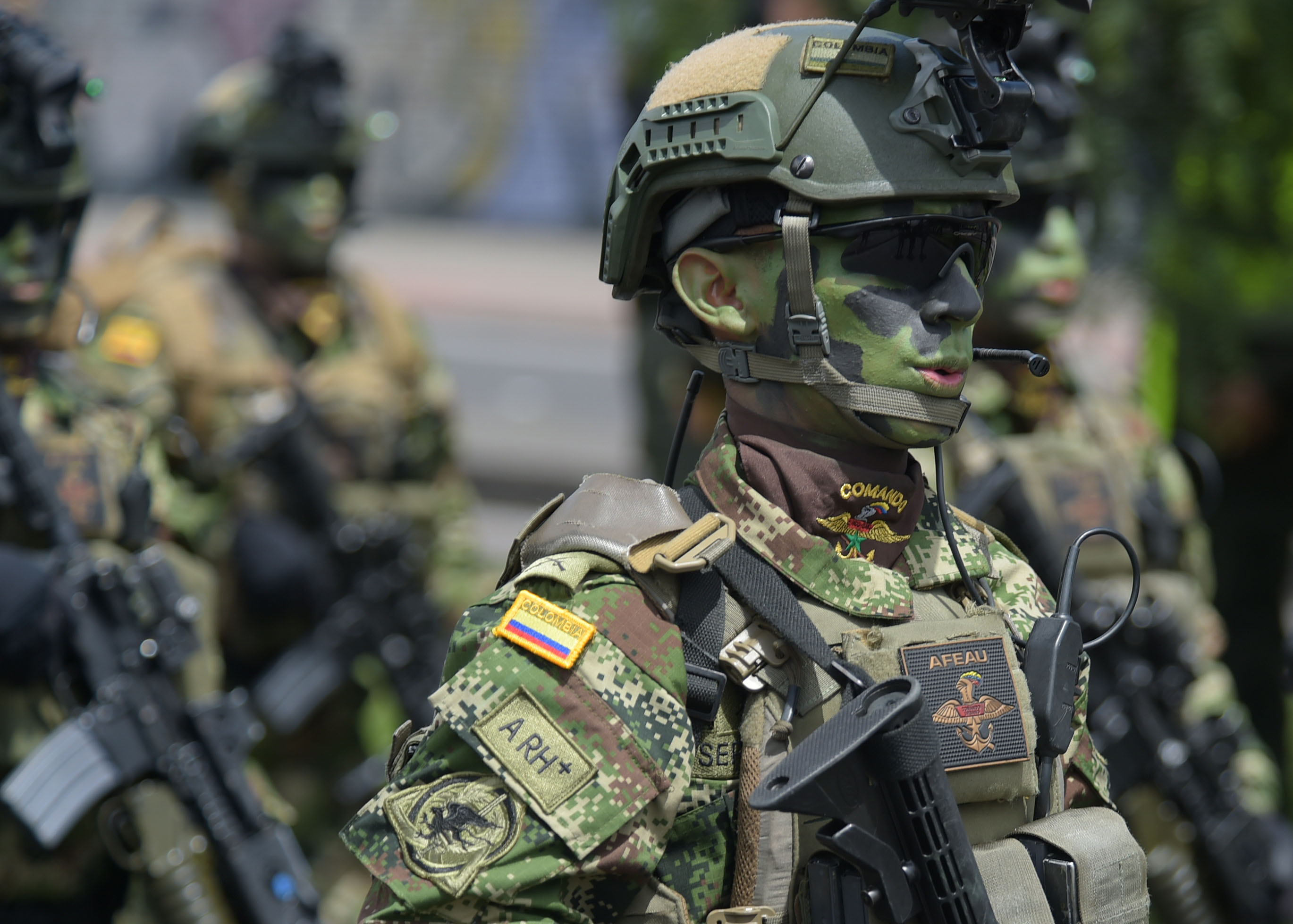
Parche del CCOES sobre el hombro de un comando, a su vez miembro de la Agrupación de Fuerzas Especiales Antiterroristas Urbanas AFEAU

با شروع جنگ جهانی دوم در سپتامبر ۱۹۳۹ کلمبیا مانند بسیاری از دیگر کشورهای آمریکای لاتین اعلام بی‌طرفی کرد و بر اساس قانون وام و اجاره، محصولات تولید شده در ایالات متحده را دریافت کرد. اولین اکیپ نظامی آمریکا به کلمبیا رسید و افسران کلمبیایی به آمریکا فرستاده شدند تا آموزش نظامی بگیرند. بعد از جنگ ارتش کلمبیا کمک‌های نظامی آمریکایی را همچنان دریافت کرد و افسران کلمبیایی برای دوره‌های نظامی به ایالات متحده فرستاده شدند. با شروع تغییرات سیاسی در سال ۱۹۴۶ تا جنگ داخلی که با نام لا ویولنسیا شناخته می‌شد این ارتش درگیر مشکلات داخلی کلمبیا شد.

## جنگ کره
در جنگ کره نزدیک به ۴۳۱۴ سرباز کلمبیایی که ۲۱ درصد از کل نیروهای ارتش این کشور را تشکیل می‌دادند تحت امر سازمان ملل متحد قرار گرفتند. این سربازان به کره منتقل شدند. در جنگ کره در مجموع ۱۴۱ سرباز ارتش کلمبیا کشته و ۵۵۶ نفر زخمی شدند.